# مقاطعة ماونتين
مقاطعة ماونتين هي مقاطعة في الفلبين، تتبع Cordillera Administrative Region ‏، بلغ عدد سكانها 154٬187 نسمة، في 2010، عاصمتها Bontoc, Mountain Province ‏، تبلغ مساحتها 2٬157٫38 كيلومتر مربع، رمزها البريدي هو 2616–2625.

## الموقع
تشترك في الحدود مع:
- أبرا
- بينغويت.

## التقسيمات الإدارية
- Barlig [الإنجليزية]‏
- Bauko [الإنجليزية]‏
- Besao [الإنجليزية]‏
- Bontoc, Mountain Province [الإنجليزية]‏
- Natonin [الإنجليزية]‏
- Paracelis [الإنجليزية]‏
- Sabangan [الإنجليزية]‏
- Sagada [الإنجليزية]‏
- Tadian [الإنجليزية]‏
- Sadanga [الإنجليزية]‏.